# 大庄回族乡
大庄回族乡是中华人民共和国云南省红河哈尼族彝族自治州开远市下辖的一个民族乡。

## 行政区划
大庄回族乡下辖以下村级行政区划单位：
大庄村、龙潭村、桃树村和老寨村。